# Nefrite lupica
La nefrite lupica è un'entità clinico-patologica caratterizzata da un'alterazione della struttura e della funzione renale in corso di lupus eritematoso sistemico.

## Patogenesi
Il rene rappresenta un frequente bersaglio (40-85%) della patologia lupica, condizione caratterizzata da una continua produzione di immunocomplessi e da lesioni vascolari. Gli immunocomplessi si depositano nel glomerulo renale, innescando un processo infiammatorio caratterizzato da deposizione di complemento e di anticorpi con chemiotassi e proliferazione flogistica, condizione che esita verso la glomerulonefrite. Il danno renale viene ulteriormente promosso ed amplificato dalla presenza di anticorpi anti-fosfolipidi, responsabili della microangiopatia trombotica che innesca ischemia e necrosi del parenchima renale, con episodi di insufficienza renale acuta e frequente evoluzione verso l'insufficienza renale cronica.

## Anatomia patologica
La nefrite lupica è in grado di condizionare la morbilità e la mortalità nei soggetti con lupus eritematoso sistemico; per questo risulta di fondamentale importanza il controllo del danno renale che si instaura nel corso della malattia sistemica. Vengono distinti 6 stadi di nefrite lupica, che correlano con l'attività della malattia e che non fanno necessariamente parte di uno stretto percorso evolutivo, potendo coesistere all'interno dello stesso quadro isto-patologico.
Stadio 1. Assenza di alterazioni
Solo l'immunofluorescenza per la frazione C3 del complemento e per le IgG e IgM è in grado di dimostrare l'attività del processo.
Stadio 2. Glomerulonefrite mesangiale
Comincia a comparire la proteinuria. Al microscopio ottico è possibile osservare un aumento della matrice mesangiale, con deposizione di immunoglobuline e complemento. Si distinguono un tipo 2a (con deposizione ma con assenza di ipercellularità) e un tipo 2b (con deposizione e presenza di ipercellularità).
Stadio 3. Glomerulonefrite proliferativa focale
Questo stadio è caratterizzato da lesioni profilerative che colpiscono meno del 50% dei glomeruli renali. Può essere presente necrosi, sclerosi o necrosi e sclerosi dei glomeruli con depositi di complemento e anticorpo a livello parietale.
Stadio 4. Glomerulonefrite proliferativa diffusa
La proliferazione diventa diffusa, essendo per definizione colpiti più del 50% dei glomeruli. I depositi sono diffusi a livello della capsula di Bowman e cominciano a comparire glomeruli in sclerosi. In un possibile quadro di glomerulonefrite rapidamente progressiva, i glomeruli possono venir circondanti da semilune. Nell'interstizio comincia a comparire un infiltrato di tipo infiammatorio.
Stadio 5. Glomerulonefrite membranosa
Si differenzia dalla altre per l'assenza del quadro proliferativo dominante e per la presenza di lesioni della membrana di filtrazione indagabili con la microscopia elettronica. Il quadro infiammatorio si realizza all'interno di un contesto di sindrome nefrosica, che rappresenta un ulteriore elemento negativo di progressione. All'immunofluorescenza è possibile individuare depositi subepiteliali di IgG ed IgA. L'interessamento tubulare può esitare verso l'acidosi tubulare di tipo 4 o acidosi tubulare iperkaliemica.
Stadio 6. Glomerulosclerosi segmentaria e focale
Rappresenta lo stadio terminale dei processi infiammatori a carico dei glomeruli, con riduzione del numero degli stessi e rapida progressione verso l'insufficienza renale terminale.

## Profilo diagnostico e clinico
La diagnosi viene posta in seguito al riscontro di alterazione della funzione renale in corso di lupus eritematoso sistemico clinicamente documentato. La presenza di proteinuria, ematuria e sedimento urinario attivo, unitamente alla repertazione di anticorpi antinucleo tipici del lupus (ANA), rappresenta un elemento sufficiente per porre diagnosi di nefrite lupica; in particolare, gli ANA, per la loro elevatissima sensibilità, correlano con le fasi di remissione e riacutizzazione delle nefropatia lupica. Analogamente, il riscontro di anticorpi anti-Sm, data l'elevata specificità, rappresentando un reperto suggestivo di lupus in fase attiva. Gli anticorpi anti-dsDNA assumono un particolare interesse clinico per la strettissima correlazione con il danno renale. Gli anticorpi anti-fosfolipidi (aPL) devono essere sempre ricercati per la programmazione di un eleventuale intervento terapeutico atto a prevenire gli eventi tromboembolitici.

## Terapia
I presidi terapeutici volti al controllo della malattia lupica sono fondamentali per prevenire la nefrite lupica. Tuttavia, può essere d'aiuto utilizzare ACE-inibitori in corso di glomerulonefrite attiva, farmaci in grado di diminuire il carico pressorio sui glomeruli danneggiati.
I regimi farmacologici prescritti per la nefrite da lupus comprendono micofenolato mofetile (MMF), ciclofosfamide endovenosa con corticosteroidi e azatioprina immunosoppressore con corticosteroidi. MMF e ciclofosfamide con corticosteroidi sono ugualmente efficaci nel raggiungimento della remissione della malattia. Il MMF è più sicuro della ciclofosfamide con i corticosteroidi, con meno possibilità di causare insufficienza ovarica, problemi immunitari o perdita di capelli. Funziona anche meglio dell'azatioprina con corticosteroidi per la terapia di mantenimento. Una meta-analisi del 2016, che includeva 32 trial riguardante la nefrite da lupus, ha dimostrato che tacrolimus e MMF seguiti da una terapia di mantenimento con azatioprina erano associati a un minor rischio di infezione grave rispetto ad altri immunosoppressori o glucocorticoidi. Gli individui con nefrite da lupus hanno un alto rischio di linfoma a cellule B (che inizia nella cellula del sistema immunitario.